# Midvinterblot
Midvinterblot („Mittwinteropfer“) ist ein Gemälde des schwedischen Malers Carl Larsson, das seit 1997 im Nationalmuseum von Stockholm ausgestellt ist. Schon Larssons ursprüngliche Intention war die Aufhängung des Werkes im oberen Bereich der Treppenhalle des Museums, doch eine Reihe von unterschiedlichen Gründen führte zur mehrmaligen Ablehnung des Gemäldes.

## Beschreibung
Das Motiv des Gemäldes wurde als eine Episode aus der altskandinavischen Dichtung Ynglingatal gedeutet. Der schwedische Sagenkönig Domalde opferte sich nach mehreren Jahren Missernte selbst den Göttern. Der König wird auf einem Schlitten zum Tempel von Uppsala gezogen, wo ihn unter anderem Posaunenbläser und zwei Priester, von denen einer feierlich einen Thorshammer übers Haupt hebt, erwarten.
Larsson erklärte seine erste Skizze, die 1911 im Museum gezeigt wurde, mit dem Text: „Hier wird ein König für das Wohl des Volkes geopfert (um eine gute Jahresernte zu ermöglichen). Er wurde in der heiligen Quelle ertränkt, die sich am Fuß des Baumes befand (vor dem Tempel stand laut Adam von Bremen ein Baum, der das ganze Jahr grünte)“. Auf der Skizze waren weiterhin verschiedene Unterkönige, der Sohn des Königs auf dessen schwarzem Pferd, die Königin, ein Spielmann mit Harfe und tanzende Frauen zu sehen.

## Der Wettbewerb
Nach einem 1883 begonnenen Wettbewerb zur Dekorierung der Treppenhalle des Nationalmuseums (Siehe dort), der durch ein eigens dafür eingerichtetes Gremium geleitet wurde, hatte Carl Larsson alle Wände der unteren Etage mit Fresken dekoriert. 1907 gestaltete er auch eine Wand des oberen Bereiches mit seinem Gemälde „Gustav Wasas Einzug in Stockholm am Mittsommertag 1523“. Für die gegenüberliegende Wand hatte er eigentlich das Gemälde „Gustav II. Adolfs Landgang in Pommern 1630“ vorgeschlagen und dafür den ersten Preis erhalten, doch ein offizieller Auftrag stand noch aus.

## Midvinterblot wird erstmals abgewiesen

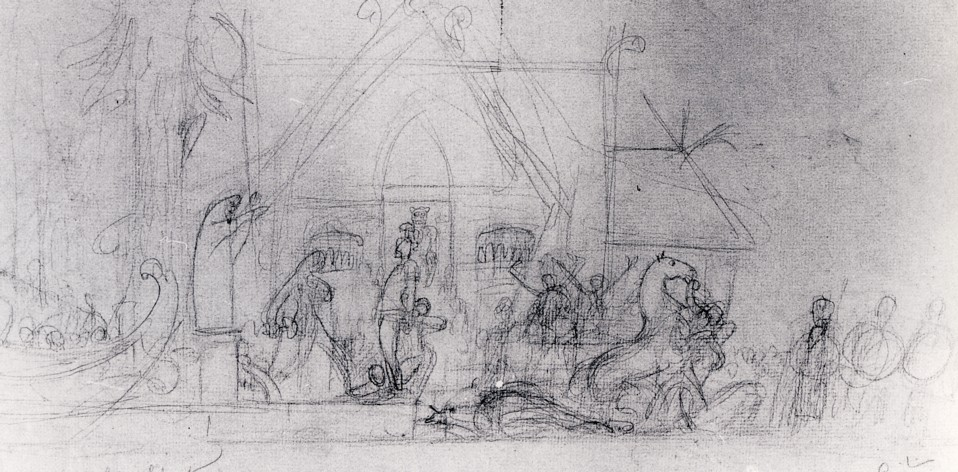
Larssons Vorstudie in Blei, 1910

Nach einer Osterfahrt nach Kopenhagen, als Carl Larsson zeitweilig allein in Sundborn war, hatte er eine neue Intuition für die letzte freie Wand der Treppenhalle. Er wollte nun die Fläche mit einem Motiv aus der schwedischen Sagenwelt gestalten. Im Kopenhagener Nationalmuseum studierte er die Ornamentik von Gürtelschnallen aus der Eisenzeit und in Sundborn fertigte er die erste Vorstudie an, eine einfache Bleistiftzeichnung im Format 29 × 59 cm. Im Januar 1911 war sein erster Vorschlag fertig, dieser wurde im Nationalmuseum ausgestellt. Das Bild ist nur als Fotografie erhalten.

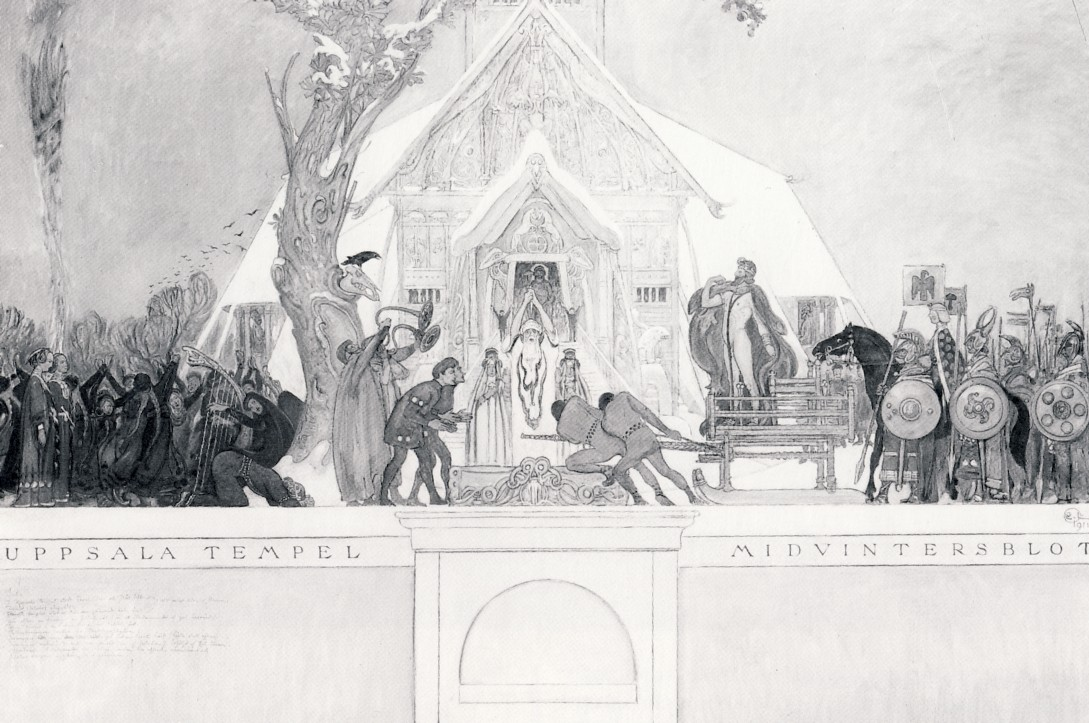
Larssons erster Vorschlag, 1911

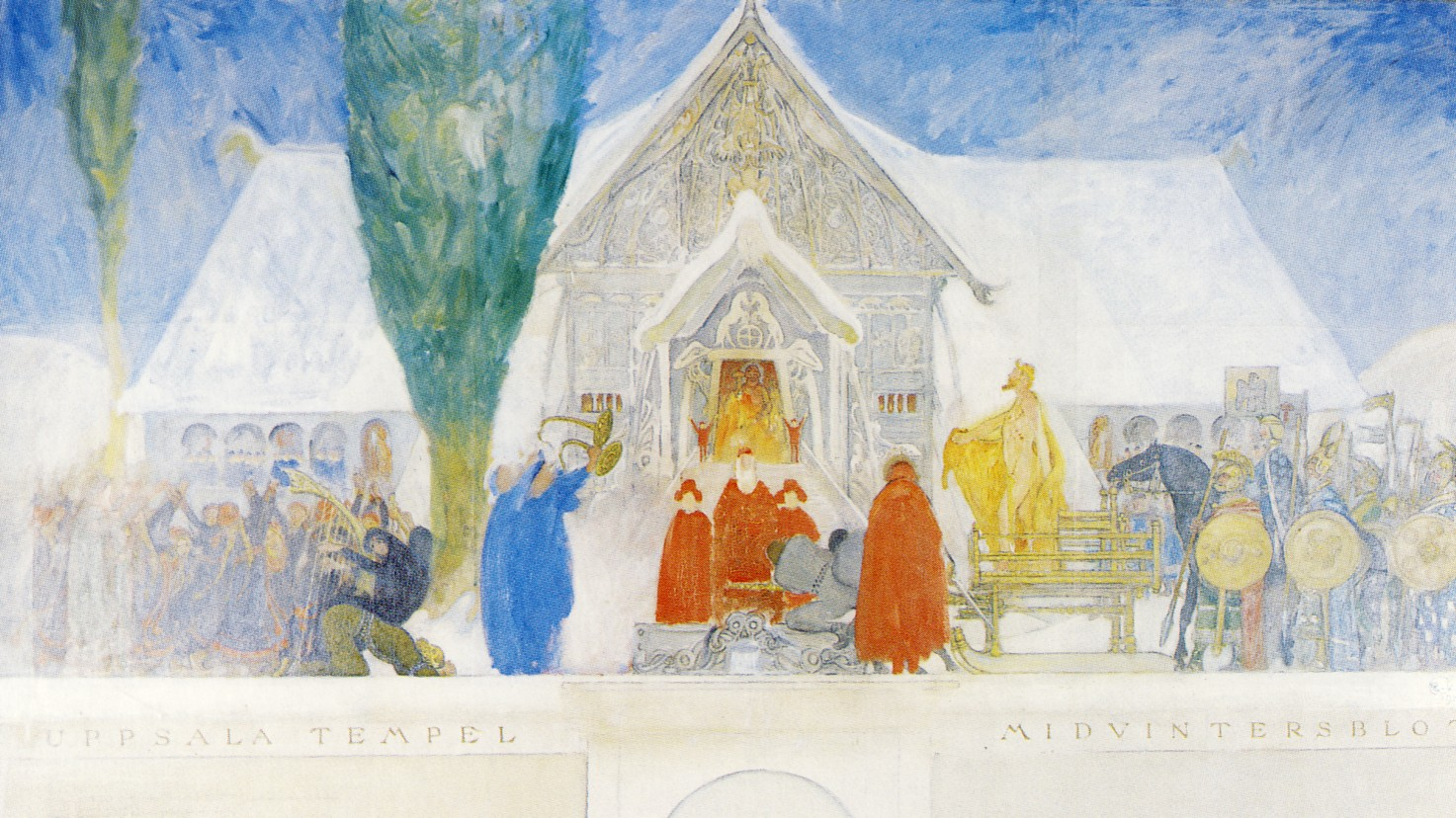
Larssons zweiter, überarbeiteter Vorschlag, 1913

Carl Larssons Einfall rief hauptsächlich Verwunderung hervor und wurde mehr als exzentrische Idee als ein ernst gemeintes Ansinnen betrachtet. Das Thema passte nicht zum Grundgedanken, den Larsson für die Dekorierung des Treppenhauses vorgelegt hatte, welcher 1894 von der Regierung angenommen worden war. Larsson hatte seinen ersten Vorschlag mit Gustav II. Adolf völlig verworfen und die Platzierung gegenüber „Gustav Wasas Einzug in Stockholm“ galt als unmotiviert. Auch die Behandlung des Themas brachte Fragen hervor. Es wurde kritisiert, dass die dekorative Komposition mit dem orientalisch bunten Kolorit die historische Stimmung vermissen ließ. Der König wurde als theatralisch betrachtet und auch der Priester, der anfänglich noch einen Dolch erhob, und die Königin, die sich zu Boden warf, machten auf Larssons Zeitgenossen einen grotesken Eindruck.
Ein anonymer Einsender, der sich „Archäologe“ nannte, opponierte im Februar 1911 in Dagens Nyheter gegen einige Anachronismen in Larssons Gemälde, worauf Larsson unmittelbar antwortete, dass er den Verfasser als „einen bösartigen Schurken, der mir etwas anhaben will“ betrachte. Im selben Artikel gab Larsson zu, dass er nicht besonders daran interessiert sei, das Werk für das Nationalmuseum zu malen: „Die Öffentlichkeit ist dieses Mal so deutlich gegen mich (und vielleicht auch mit Recht), dass weder mein Freund der Leser noch mein Feind der Archäologe besorgt sein müssen.“
Im Herbst 1911 wurde Larsson in einem Interview von Stockholms Dagblad gefragt, welche Pläne er für die letzte Wand des Nationalmuseums habe, und er berichtete:

„Ich habe wirklich über etwas vom Skansen nachgedacht. Mit einer Tanzbühne in der Mitte hätte das Motiv den Vorteil, dass man Nationaltrachten zeigen könnte. Und so könnte man sich irgend ein Fest denken, mit bedeutenden Persönlichkeiten eingestreut da und dort“. Weiterhin äußerte er: „man muss sich beeilen, wenn noch etwas herauskommen soll. Wenn ich alles schaffen soll, was ich mir vorgenommen habe, muss ich morgens noch zeitig aufstehen.“

1913 bearbeitete Larsson das Bild dahingehend, dass die Priestergestalt, nun in blutrotem Umhang, im Vordergrund mit dem Rücken zum Betrachter steht. Die schneebedeckten Seitenflügel des Tempels sind größer geworden, der Turm ist verschwunden und ein grüner Baum dominiert die linke Bildhälfte.
Im Oktober desselben Jahres schuf Larsson noch eine Version dieses Themas und schickte sie an das Nationalmuseum mit der Bitte, das Gremium solle „darauf schauen, beurteilen und urteilen“, zu welchem Ergebnis auch immer es führen möge. Die Skizze wurde Anfang November im Museum ausgestellt. Larsson hatte die Zeichnung so geändert, dass der König nun freiwillig in den Opfertod ging. Die Komposition unterschied sich auch in anderen Details von der ursprünglichen Version. Der phantasievolle Tempel mit seinen großen, weißen Dachflächen war völlig umgestaltet und mit einfacheren Linien dargestellt. Er nahm jetzt den größten Teil des Hintergrundes ein und ersetzte die leeren Flächen der ersten Skizzen. Der Barde mit der Harfe war verschwunden und die Anzahl der Nebenfiguren stieg. Der Priester hielt nun einen Opferdolch in der rechten Hand. Der König stand im Profil und warf den Kopf zurück, die gefallene Königin war Richtung linke Kante verschoben und der Königssohn auf dem Pferd war von den Unterkönigen teilweise verdeckt.

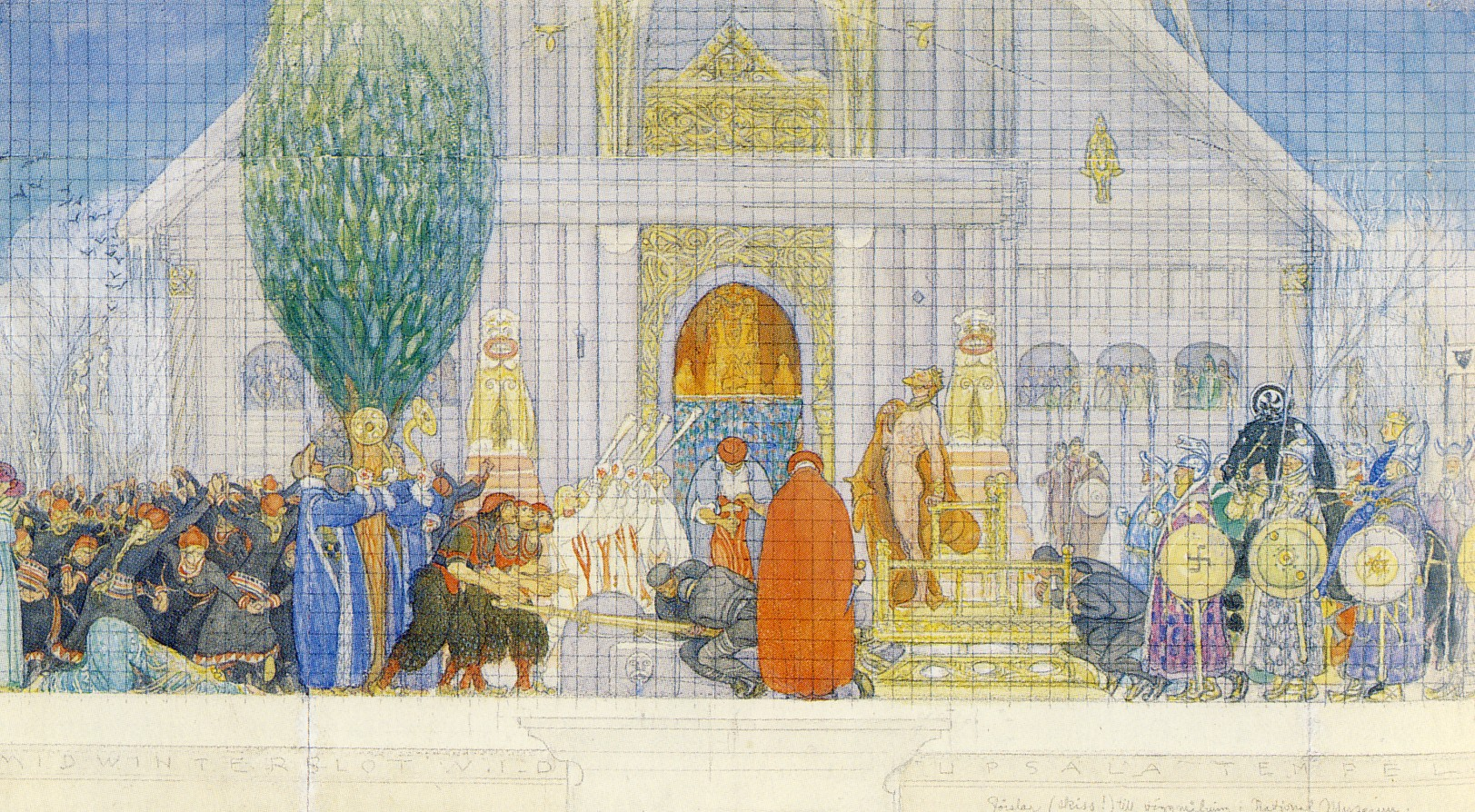
Larssons dritter Vorschlag, 1913

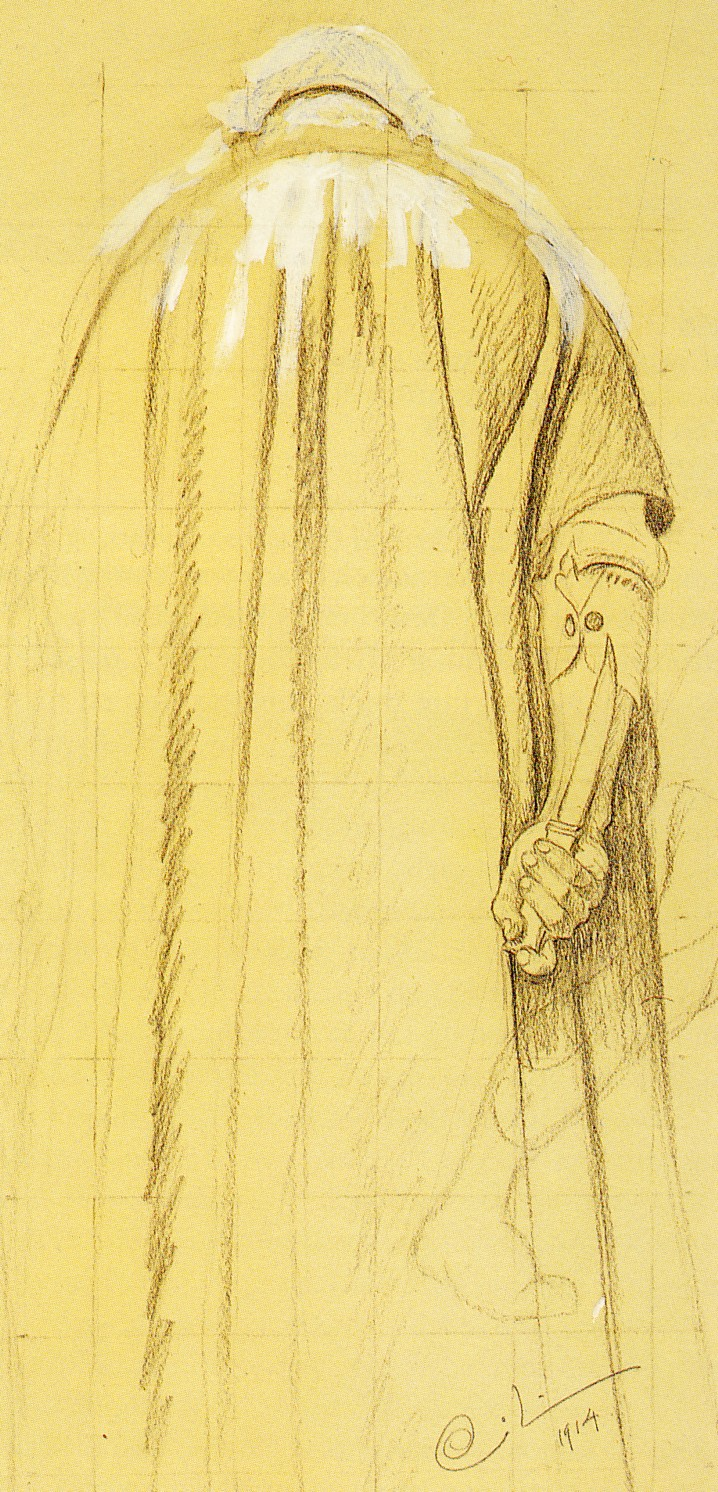
Studie zum Priester 1914

Die neue Skizze weckte Missmut beim Kunstkritiker Axel Gauffin der sich in Stockholms Dagblad äußerte. Gauffin meinte, dass Larsson dem Werk eine zu starke persönliche Note gab, welche aus seiner gesamten Laufbahn resultierte. Diese begann laut Gauffin in jungen Jahren mit zaghaften Versuchen und setzte sich fort in phantastischen Bildern mit denen Larsson immer wieder die Mauern der Wirklichkeit durchbrochen hatte. Gauffin wollte, dass Larsson ein anderes Thema finden möge, das mehr national, stärker begreifbar und passender war, doch es sollte gleichviel Carl-Larssonesk sein. Als Alternative schlug Gauffin ein Sommerbild aus dem Stockholm des 18. Jahrhunderts vor, auf dem Ulla Winblad (eine Figur von Carl Michael Bellman) in einem Boot mit Begleitung auf dem Weg ist von Södermalm nach Djurgården.
Das frühere Gremium war aufgelöst worden, doch die verbleibenden Aufgaben übernahm der Ausschuss, der die Kunstsammlungen des Museums ordnen sollte. Die Kommission bestand aus dem Museumsleiter Ludvig Looström, dem Intendanten Georg Göthe, dem Oberintendanten Carl Möller und dem Maler Richard Bergh.

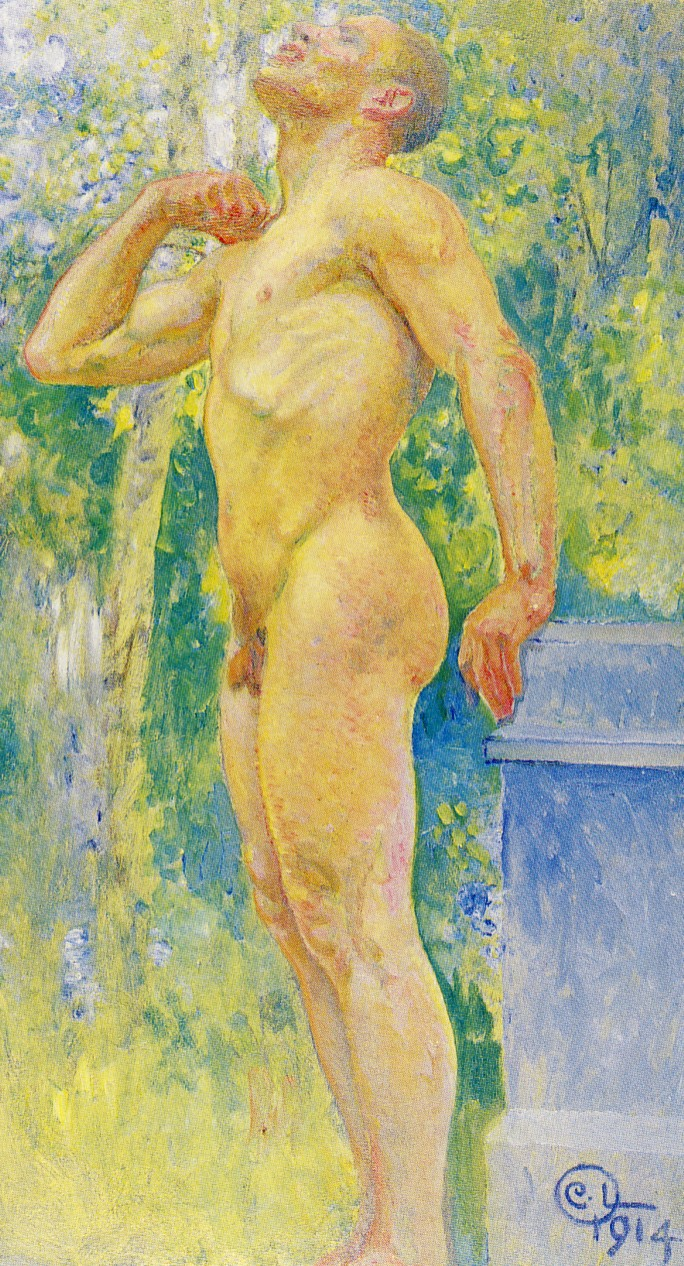
Studie zum König, 1914

Am 17. Februar 1914 verkündete der Rat sein Urteil. Die Mitglieder des Gremiums waren einig, dass Larsson die Ausschmückung des Treppenhauses vollenden solle, doch das Thema seines Vorschlages sagte ihnen nicht zu. Museumschef Looström wies den Entwurf zurück und ergänzte, dass die bisherigen Gemälde im Treppenhaus „bedeutende Entwicklungen und Persönlichkeiten aus der Geschichte unseres Landes“ zeigten. In Bezug auf das neue Gemälde war der Künstler im Bereich völliger Phantasie und weder das Thema noch die künstlerische Behandlung können die Forderungen für ein Monumentalgemälde an dieser Stelle erfüllen. Die drei übrigen Mitglieder der Kommission meinten, dass ein Mittwinterfest einen sinnvollen Gegenpol zum Mittsommerfest mit Gustav Wasas Einzug darstelle und die Skizze unter dekorativem Sichtwinkel durchaus verdienstvoll sei. Sie erklärten aber auch, dass kein schwedischer König belegt sei, der freiwillig in den Opfertod ging, und dass das Thema nicht charakteristisch sei für die Bräuche der Nordmänner im Heidentum. Es wäre deshalb wünschenswert, dass Larsson bei einer eventuellen Durchführung des Werkes das Königsopfer außen vor ließe, und sich nur mit einer Beschreibung des Mittwinterfestes begnüge. Die drei Ratsmitglieder wollten Larsson die Ausführung des Werkes nach seiner Skizze erlauben, doch er solle sich aufgrund der eingebrachten Kritik gemahnt fühlen, Veränderungen vorzunehmen.
Das Urteil des Gremiums löste eine lebhafte Zeitungsdebatte aus und das nicht allein durch den widersprüchlichen Kompromissvorschlag, der zeigte, dass die Kommissionsmitglieder weder mit dem Motiv noch der Stimmung und dem Kolorit zufrieden waren, und sie dennoch die Ausführung anordneten, in der Hoffnung Larsson würde gerade das ausgrenzen, was die ursprüngliche Idee und den Hauptinhalt des Werkes darstellte.
Der Kunsthistoriker Harald Brising schlug vor, das Gemälde solle besser im neuen Rathaus von Stockholm zu sehen sein, das gerade gebaut wurde. Der Kunstkritiker Georg Nordensvan meinte, dass Midvinterblot in der Treppenhalle störend und zersplitternd wirke und er verlangte ein Gemälde von einem völlig anderen Charakter an diesen Ort.
Am 1. März 1914 schrieb Larsson an Schwedens Kulturminister, dass er mit der Treppenhalle des Nationalmuseums nichts mehr zu tun haben wolle:

„Natürlich hatte ich gehofft und gedacht, dass der Herr Minister die Sache größer sähe und sie mich nach bestem Vermögen diese Gemäldeserie vollenden liesse; doch da ich mich unter diesem schweren und zähen Arbeitsgang nun bitter fühle und die Unterstützung der Sympathie vermisse, die ich meine zu brauchen, habe ich nun beschlossen nicht mehr zu widerstreben, und überlasse die Wand ihrem Schicksal und die Verantwortung meinen Gegnern, weshalb ich Herrn Minister darum bitte, sich keine weiteren Umstände mit dem Thema zu machen.“

## Das Gemälde wird abermals abgewiesen

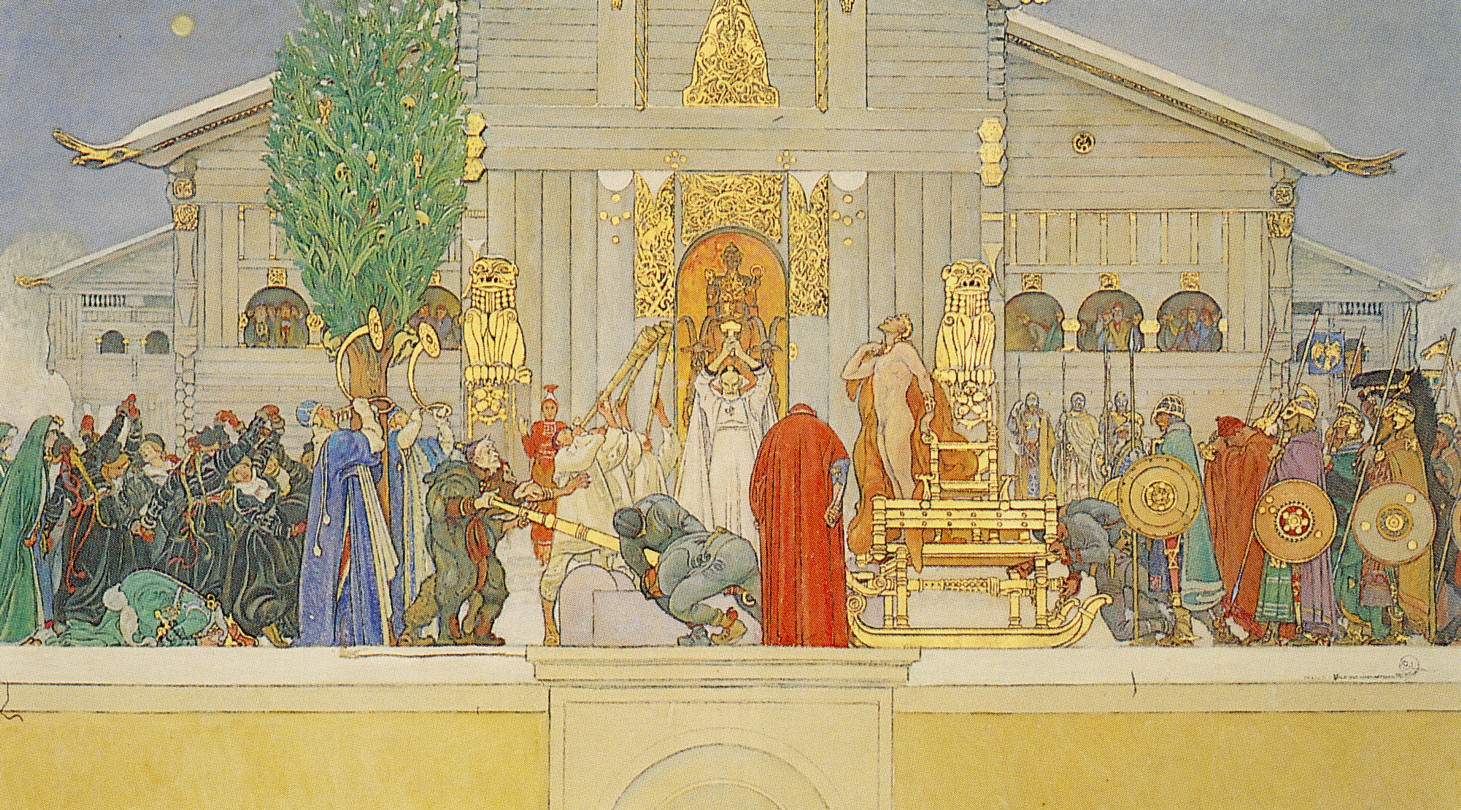
Larssons vierte Skizze, 1915

Larsson gab aber nicht auf. Einige Wochen später schrieb er in einem Brief an einen Freund: „Glaub nicht dass ich ein so armer Tropf bin und aufgebe. Ach nein, ich male das Bild auf eigenes Risiko.“ So spannte er im Mai 1914 die gigantische Leinwand von über 13 Metern Länge in seinem Atelier in Hyttnäs auf und begann, ohne Bestellung, Midvinterblot zu malen, im Mai 1915 war er fertig. Gleichzeitig stellte er auch eine weitere Skizze her, die kaum von der vorhergehenden abwich. Diese vierte Skizze ist fast identisch mit dem endgültigen Werk. (Vermutlich als Hilfe für die Übertragung der Proportionen auf das große Format des Bildes angefertigt). Der Königssohn ist nun hinter dem rechten Bildrand verschwunden, nur der Pferdekopf ist sichtbar und alle Details sind gründlich durchgearbeitet. Der hölzerne Tempelbau ist mit goldenen Verzierungen geschmückt und der Priester hält den Dolch bedrohlich nach oben.
1915 bot der Künstler Anders Zorn der schwedischen Regierung an, die Kosten für die Umsetzung von Mitdvinterblot und Gustav Wasas Einzug als Fresken zu übernehmen.
Im Juni 1915 wurde das Gemälde vorübergehend in der Treppenhalle des Museums aufgehängt. In der Presse äußerten die Kritiker ihre unterschiedlichen Auffassungen, doch die negativen Beurteilungen überwogen. Der Kunstkritiker August Brunius meinte in Svenska Dagbladet: „Es ist eine in höherem Grade als vorher stark, um nicht zu sagen überladen kolorierte Zeichnung zu einem merkwürdigen Thema ohne inneren rhythmischen Zusammenhang zwischen seinen Teilen und ohne Übereinstimmung mit dem Raum, der dekoriert werden soll.“ Der Dichter und Kunsthistoriker Karl Asplund schrieb in Nya Dagligt Allehanda, dass die vorher hervorgebrachten Anmerkungen zu Larssons Vorschlag immer noch berechtigt wären und er hoffe, dass der Künstler mit einem neuen Vorschlag kommen würde, „Carl Larssons Malerehre ist ausreichend groß, dass er es aushalten kann, wenn man gegen Teile seiner Künstlerschaft opponiert.“ Der Künstler Edvard Westman meinte in Aftontidning, dass das Ganze nach Theaterspex schmecke sowie künstlerische Tiefe und dekorative Gesamtheit vermissen ließe. Die Aufgabe habe nicht gepasst für „das Temperament des sonst so geistreichen Künstlers.“

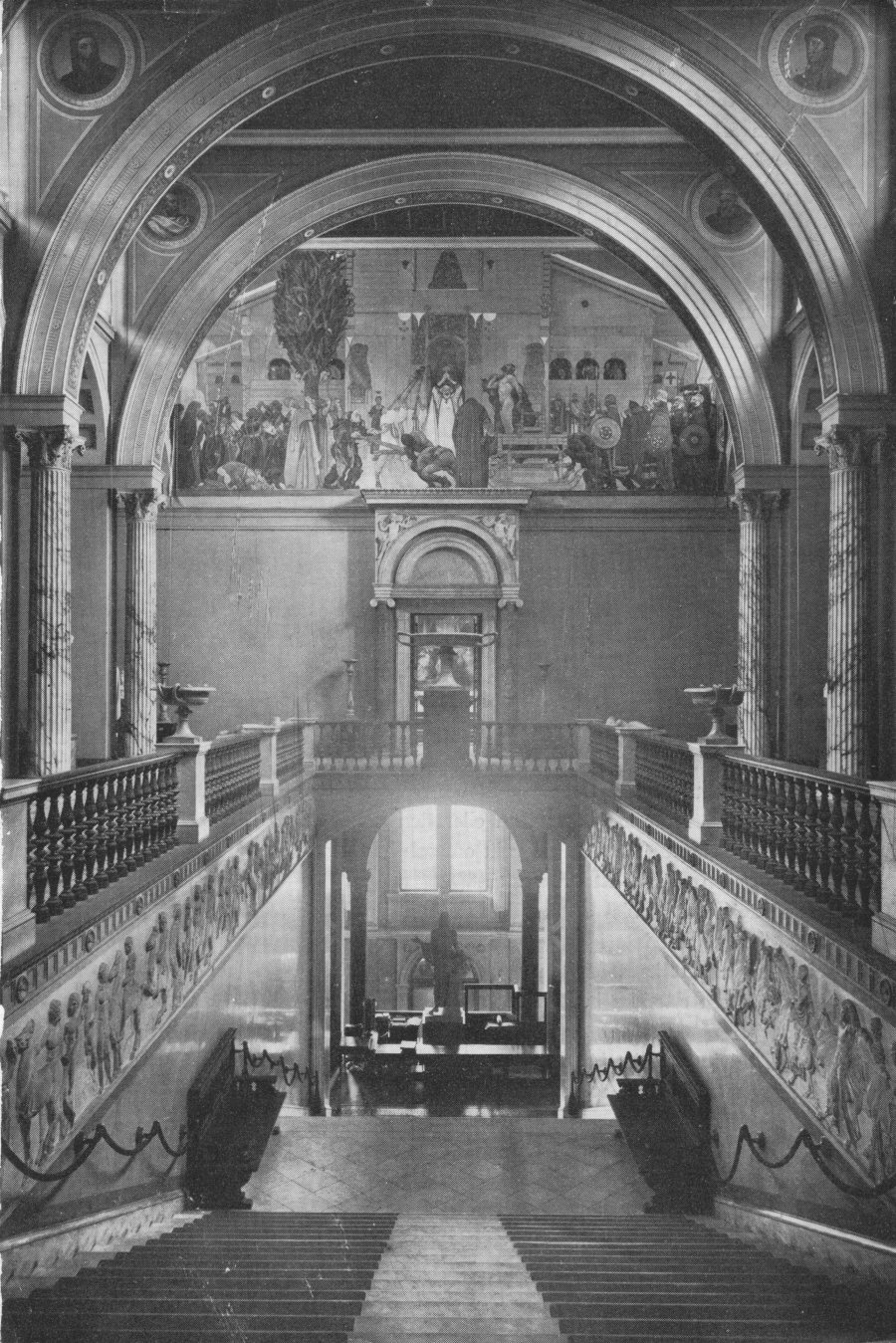
Midvinterblot wird 1915 probehalber im Nationalmuseum gezeigt

Am 21. Februar 1916 gab die Kommission des Museums ihre Entscheidungen bezüglich des Kaufs des Gemäldes auf Rechnung des Staates (Larsson forderte 35.000 Kronen) und zu Zorns Angebot bezüglich der Bezahlung der endgültigen Fresken bekannt. Das Gremium wies den Vorschlag mit drei Stimmen gegen eine ab. Looström wiederholte seine frühere Meinung zum Gemälde, Bergh und Göthe erinnerten an ihren schon geäußerten Wunsch, das Opfer möge abgemildert oder entfernt werden, doch gerade dieses Moment trat im aktuellen Vorschlag mit verstärkter Schärfe hervor. Möller stimmte für den Vorschlag mit Rücksicht auf die „einheitliche Dekorierung der Halle.“
Das Gremium war sich immer noch einig, dass Larsson seine Arbeiten im Museum abschließen solle und sandte ein Schreiben an ihn mit der Bitte um einen Vorschlag mit einem „für das Kunstmuseum und dessen Wandmalerei passenderen und weniger sensationell ausgeformten Thema von rein historischem Charakter gemäß der eigenen Wahl des Künstlers.“ Richard Bergh erinnerte noch einmal an den ursprünglich prämierten Vorschlag mit Gustav II. Adolf, aber er könne auch an ein Motiv aus Königin Hedwig Eleonoras Zeit mit Schloss Drottningholm im Hintergrund denken.
Larsson betrachtete das Schreiben als Beleidigung. Er antwortete nicht direkt auf den Brief, doch in Zeitungsinterviews äußerte er seine Zuversicht, dass das Gemälde „irgendwann zu Ehren kommt – ein gutes Kunstwerk hat immer Bestand und für dieses habe ich wirklich mit Pathos gearbeitet.“ Bei der Einweihung von Liljevalchs Kunsthalle im März 1916 wurde Midvinterblot an der größten Wand des größten Saales ausgestellt. Trotzdem fand der obere Teil des Gemäldes keinen Platz und musste knapp über der Oberkante des Tempeleingangs abgeschnitten werden.
Kulturminister Westman ließ Midvinterblot von den Künstlern Bruno Liljefors und Julius Kronberg sowie durch den österreichischen Kunsthistoriker Joseph Strzygowski beurteilen. Alle drei gaben Bewertungen ab, die Larssons Werk auszeichneten. Kronberg äußerte, „[…] dass es lange her ist dass ich von einem Kunstwerk so stark beeindruckt wurde […] die großartige Komposition, die mächtige Studie, die herrlichen Farben […] Für mich zählt es zu einem der herausragenden Werke der Kunsthistorie, nicht nur der schwedischen sondern der Kunstgeschichte überhaupt…“ Strzygowski schrieb: „Es scheint mir eine reine Pflicht zu sein, seiner (Larssons) Arbeit einen vollständigen Sieg zu versichern.“ Die Gutachten wurden am 16. Mai 1916 in der Presse veröffentlicht. Larsson war aber an einem Punkt angekommen, der ihn am 20. Juni seine Zusammenarbeit mit dem Nationalmuseum aufkündigen ließ.

## Rückkehr ins Nationalmuseum
Aus Larssons Selbstbiografie Jag:

„Das Schicksal von ‚Midvinterblot‘ hat mich gebrochen! Das gebe ich mit dumpfer Wut zu. Und doch war es wohl das Beste, was da geschah, denn nun sagt mir meine Intuition – wieder! – dass dieses Gemälde mit all seinen Schwächen, eines Tages, wenn ich weg sein werde, mit einem weitaus besseren Platz geehrt werden soll.“

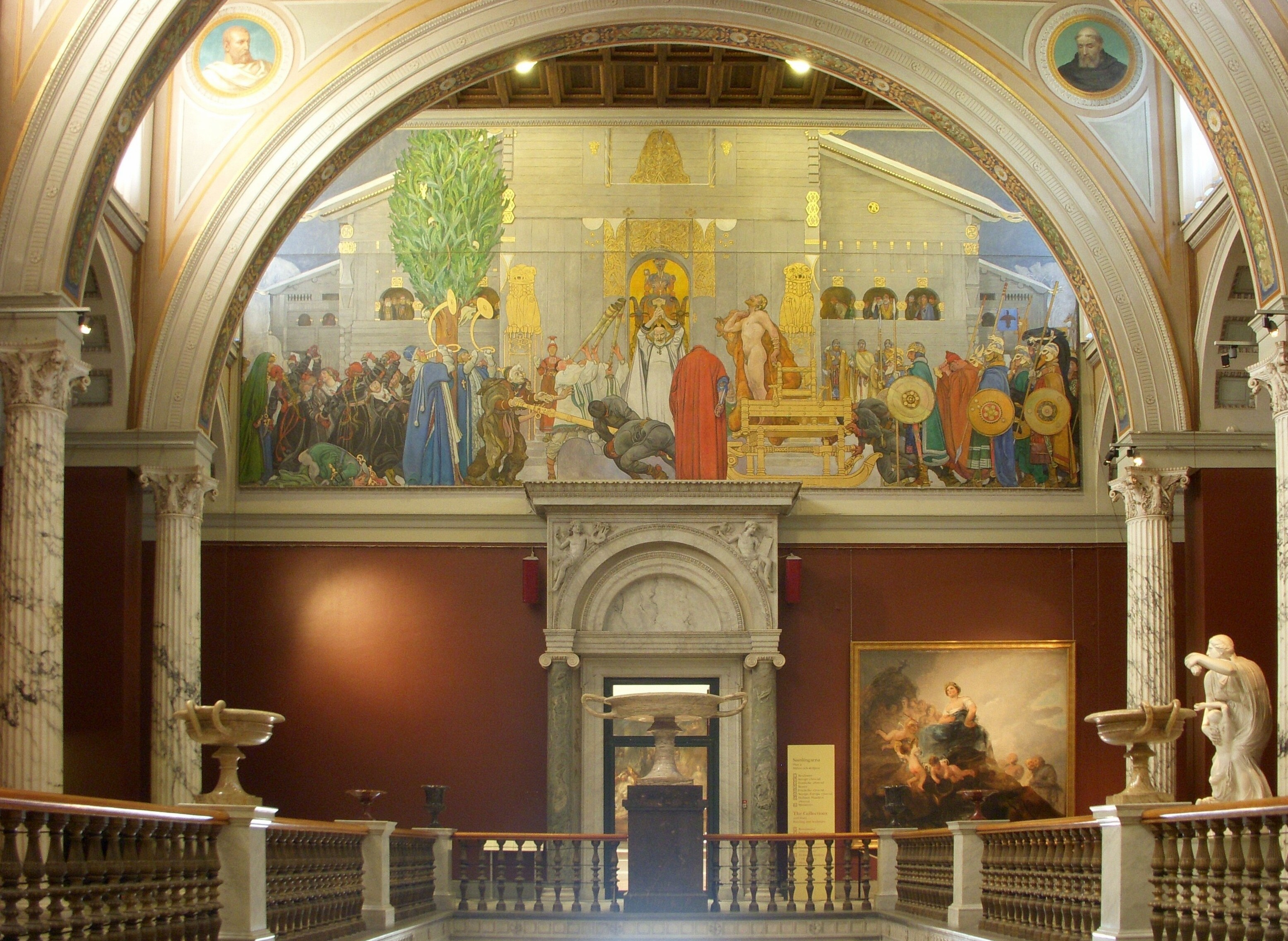
Midvinterblot in der Treppenhalle des Nationalmuseums im März 2008

Nach Carl Larssons Tod befand sich das Gemälde fast 40 Jahre im Archiv für dekorative Kunst in Lund (heute Skissernas museum). In den 1980er Jahren verkauften die Erben von Larsson das Werk an einen Kunsthändler, der dem Nationalmuseum anbot das Gemälde zu erstehen, was abgelehnt wurde. Danach wandte sich der Händler an das Historische Museum, das jedoch die verlangte Summe nicht bezahlen konnte.
Der Besitzer verkaufte das Gemälde bei Sotheby’s in London für gut 10 Millionen Kronen. Der Käufer war der japanische Kunstsammler Hiroshi Ishizuka, der 1992 das Gemälde an das Nationalmuseum auslieh, anlässlich dessen 200. Jahrestags. Daraufhin entstanden verschiedene Stiftungen und Spendensammlungen, mit deren Erlösen das Nationalmuseum 1997 in der Lage war, das Gemälde zu kaufen. Seitdem kann es in der Treppenhalle des Museums besichtigt werden.

## Briefmarke
Am 10. April 2015 wurde von Posten Åland eine Briefmarke mit dem Gemälde herausgegeben.